# Bell & Bom
Bell & Bom var ett svenskt direktsänt underhållningsprogram från Göteborg med lek och tävlingar som hade premiär i SVT på TV2 den 7 december 1984. Programledare var Fredrik Belfrage (Bell) och Ingvar Oldsberg (Bom).
Programserien sändes tio fredagskvällar i rad och innehöll en hel del inspelningar med Beatles som inte visats i svensk TV tidigare. Bland gästerna fanns Little Gerhard, Jahn Teigen, Rock-Olga och Sven-Gösta Jonsson.